# Chaenorhinum origanifolium
Chaenorhinum origanifolium là một loài thực vật có hoa trong họ Mã đề. Loài này được Carl Linnaeus mô tả khoa học đầu tiên năm 1753 dưới danh pháp Antirrhinum origanifolium. Theo The Plant List thì năm 1844 Vincenz Franz Kosteletzky chuyển nó sang chi Chaenorhinum, nhưng danh pháp này tại IPNI được ghi nhận là do Jules-Pierre Fourreau chuyển năm 1869.

## Phân bố
Loài này là bản địa Nam Âu và Bắc Phi (bao gồm Algérie, Pháp, Hy Lạp, Italia, Maroc, Bồ Đào Nha, Tây Ban Nha, Tunisia) nhưng đã du nhập vào Áo, Đức, đảo Anh và Hà Lan.

## Phân loài và thứ
- C. origanifolium subsp. cadevallii (O.Bolòs & Vigo) M.Laínz, 1968
- C. origanifolium subsp. rodriguezii (Porta) Güemes, 2009
- C. origanifolium subsp. segoviense (Willk.) R.Fern, 1971
- C. origanifolium subsp. crassifolium (Cav.) Rivas Goday & Borja, 1961

Loài Chaenorhinum flexuosum đôi khi cũng được coi là phân loài của C. origanifolium, với danh pháp tương ứng là C. origanifolium subsp. flexuosum (Desf.) Romo, 1992

## Hình ảnh

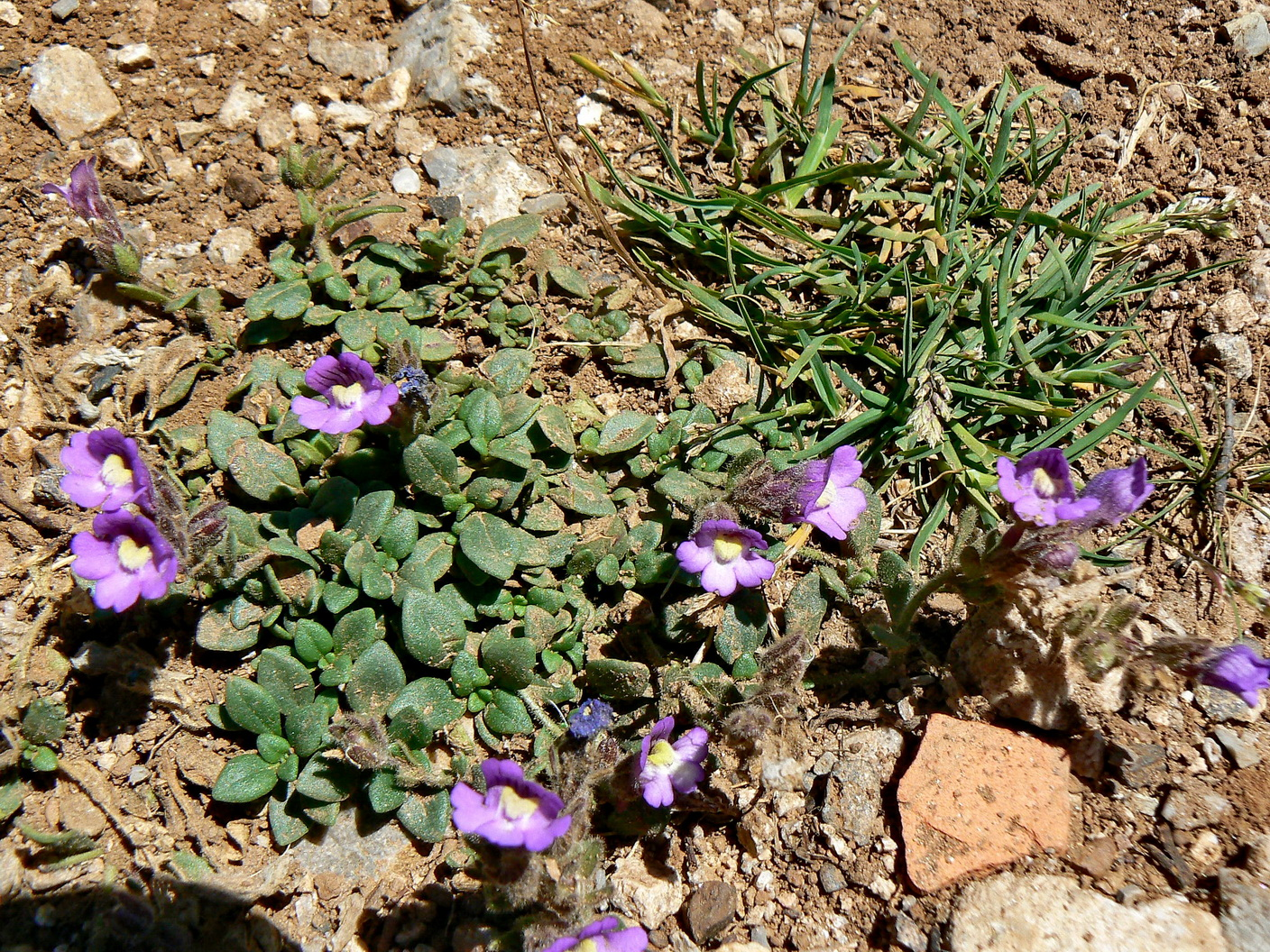
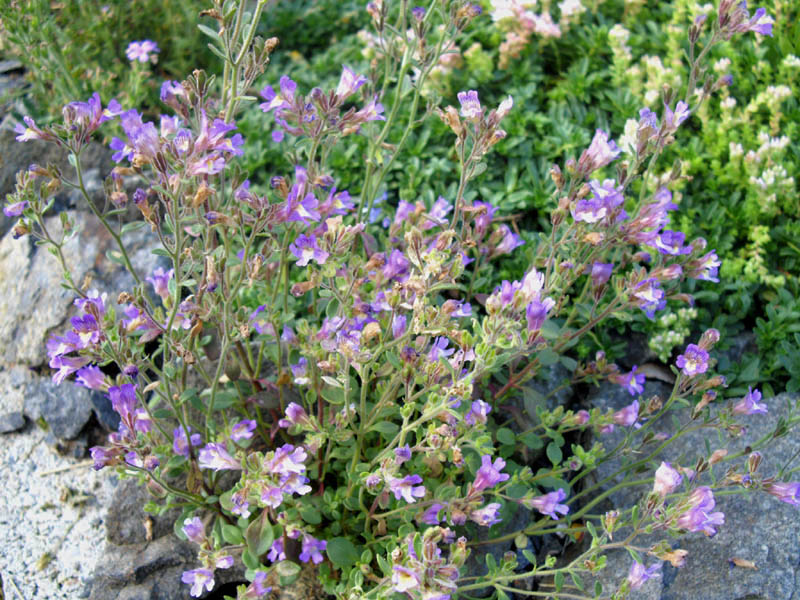
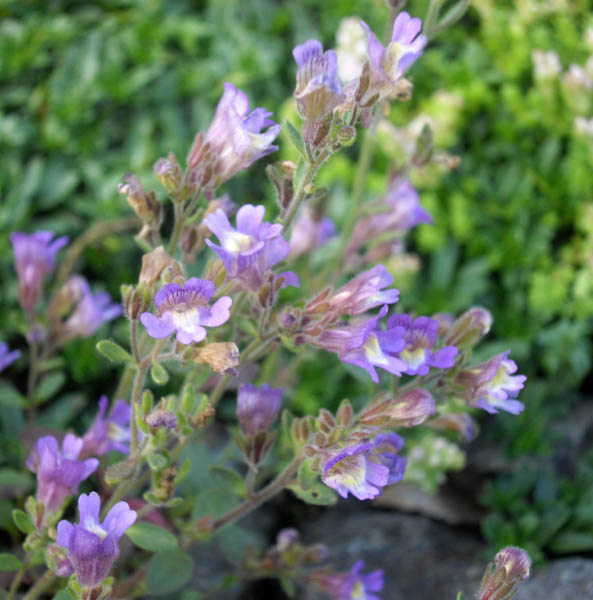
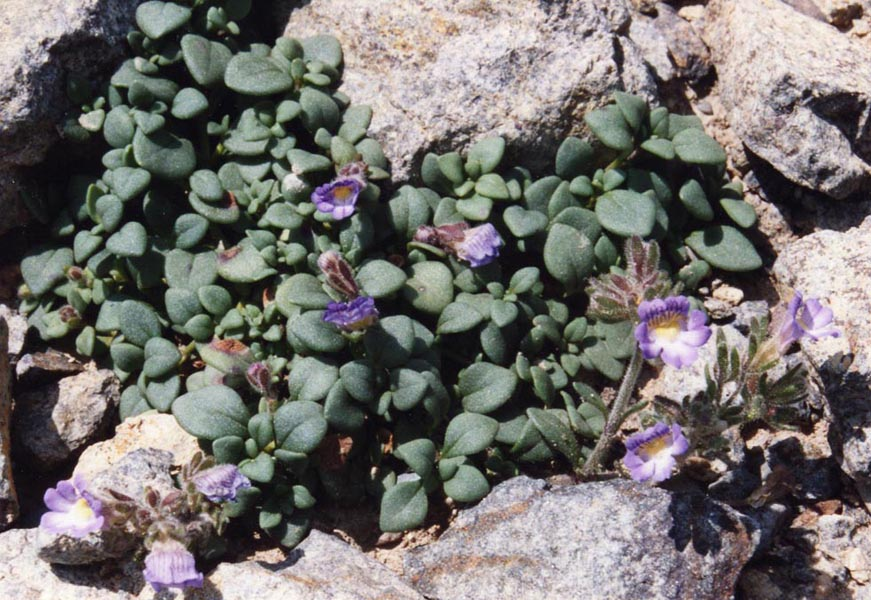